# Paramapania radians
Paramapania radians är en halvgräsart som först beskrevs av Charles Baron Clarke, och fick sitt nu gällande namn av Hendrik Uittien. Paramapania radians ingår i släktet Paramapania och familjen halvgräs. Inga underarter finns listade i Catalogue of Life.